# 莱马特
莱马特（法語：Les Mathes，法語發音：[le mat]）是法国滨海夏朗德省的一个市镇，位于该省西部，属于罗什福尔区。

## 地理
莱马特（45°43'2"N, 1°8'54"W）面积34.38 平方千米，位于法国新阿基坦大区滨海夏朗德省，该省份为法国西部滨海省份，北起旺代省，西临大西洋，南至吉倫特省，东南接多爾多涅省，东北接德塞夫勒省接壤，东临夏朗德省。
与莱马特接壤的市镇（或旧市镇、城区）包括：阿韦尔、埃托勒、圣奥古斯坦、滨海圣帕莱、拉特朗布拉德。

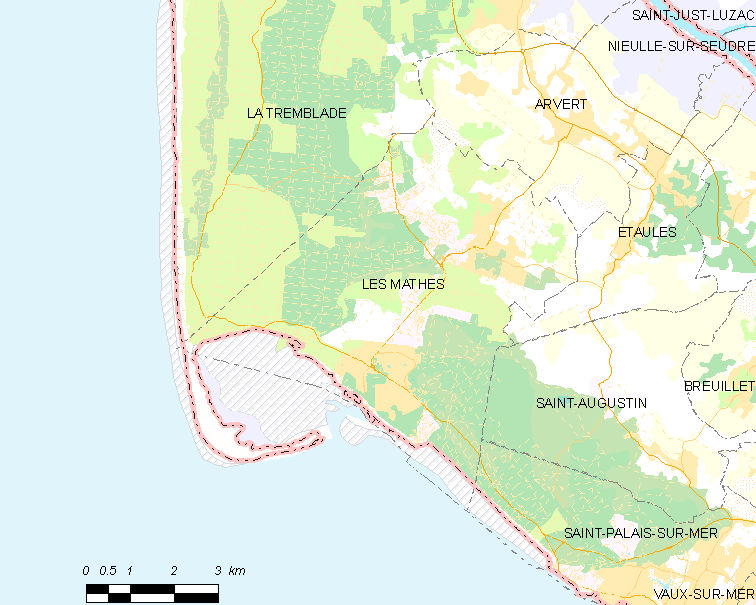
莱马特的OSM定位图

莱马特的时区为UTC+01:00、UTC+02:00（夏令时）。

## 行政
莱马特的邮政编码为17570，INSEE市镇编码为17225。

## 政治
莱马特所属的省级选区为拉特朗布拉德县。

## 人口

1962-2008年间莱马特人口变化图示

莱马特于2022年1月1日时的人口数量为2184人。